# Stephanie McIntosh
Stephanie McIntosh (Melbourne (Victoria), 5 juli 1985) is een Australische zangeres en actrice. Ze is een halfzus van Jason Donovan.

## Carrière
McIntosh verliet de schoolbanken in 2003 om de rol van Sky Mangel te spelen in de Australische soapserie Neighbours. Ze verliet de serie in april 2007 nadat haar contract afgelopen was. Vanaf 2004 was ze begonnen met de opname van haar debuutalbum Tightrope die op 9 september 2006 in Australië op de markt kwam. Het album haalde een vierde plaats in de Australische Albums Chart, wat haar goud opleverde, en een elfde plaats in de UK Albums Chart. In 2008 maakte ze bekend dat ze zich ook verder zou focussen op haar acteercarrière en ze verbleef een tijd in Hollywood om audities te doen.

## Discografie

### Tightrope
1. "So Do I Say Sorry First?" – 3:01
2. "Mistake" – 3:20
3. "Tightrope" – 3:19
4. "You Should Have Lied" – 3:30
5. "Out in the Rain" – 3:26
6. "You Don't Love Me" – 3:10
7. "A Change Is Coming" – 4:03
8. "God Only Knows" – 2:59
9. "Overcome" – 3:55
10. "Sink like a Stone" – 4:12
11. "The Night of My Life" – 3:13
12. "Catching My Breath" – 4:31

    "I'd Be You" (hidden track) – 3:11